# 中須 (北九州市)
中須（なかす）は福岡県北九州市八幡西区の地名。中須一丁目から二丁目の町がある。住居表示実施済み。郵便番号は807-0823。

## 地理
八幡西区の北部西側に位置し、北に本城東、東に陣原、南に長崎町，北鷹見町，西に折尾，光明，友田と接する。

### 河川
- 一級河川 新々堀川
- 二級河川 金山川

### 湖沼
- 三菱ケミカル貯水池

## 地域の特徴
町域の西端から北縁を新々堀川、東縁を金山川、南縁をJR九州鹿児島本線に囲まれた中州地帯である。二丁目を県道281号下上津役折尾線が縦貫する。東部は貯水池や学校、ポンプ場の敷地が大半を占め、西部は家電量販店や自動車工場などの商業・工業施設と住宅とが混在している。一丁目に折尾中学校，三菱ケミカル貯水池，折尾ポンプ場がある。二丁目には中須年長者いこいの家がある。

## 歴史
現在の中須一丁目には大字折尾の字上中須，下中須が、中須二丁目には中ノ五畝，内半田，腰元があった。住居表示実施以前は折尾町長崎洋光，折尾町下中須とも通称され、前者には三菱化成の洋光社宅があった。

### 地名の由来
大字折尾の字、上中須，下中須より。

### 沿革
- 1973年（昭和48年）6月1日 - 中須一丁目 - 二丁目新設[5]。
- 1974年（昭和49年）4月1日 - 八幡区が八幡西区と八幡東区に分かれ、八幡区中須一丁目 - 二丁目は八幡西区中須一丁目 - 二丁目となる[6]。

### 町名の変遷
| 実施内容          | 実施年月日               | 実施後     | 実施前         |
| ----------------- | ------------------------ | ---------- | -------------- |
| 町名新設 住居表示 | 1973年（昭和48年）6月1日 | 中須一丁目 | 大字折尾の一部 |
| 町名新設 住居表示 | 1973年（昭和48年）6月1日 | 中須二丁目 | 大字折尾の一部 |

## 世帯数と人口
2025年（令和7年）3月31日現在（北九州市発表）の世帯数と人口は以下の通りである。
| 町         | 世帯数  | 人口  |
| ---------- | ------- | ----- |
| 中須一丁目 | 91世帯  | 232人 |
| 中須二丁目 | 166世帯 | 236人 |
| 計         | 257世帯 | 468人 |

### 人口の変遷
国勢調査による人口の推移。
| 1995年（平成7年）  | 311人 | [ 8 ]  |  |
| 2000年（平成12年） | 404人 | [ 9 ]  |  |
| 2005年（平成17年） | 450人 | [ 10 ] |  |
| 2010年（平成22年） | 487人 | [ 11 ] |  |
| 2015年（平成27年） | 484人 | [ 12 ] |  |
| 2020年（令和2年）  | 502人 | [ 13 ] |  |

### 世帯数の変遷
国勢調査による世帯数の推移。
| 1995年（平成7年）  | 168世帯 | [ 8 ]  |  |
| 2000年（平成12年） | 191世帯 | [ 9 ]  |  |
| 2005年（平成17年） | 192世帯 | [ 10 ] |  |
| 2010年（平成22年） | 236世帯 | [ 11 ] |  |
| 2015年（平成27年） | 219世帯 | [ 12 ] |  |
| 2020年（令和2年）  | 235世帯 | [ 13 ] |  |

## 学区
市立小・中学校に通う場合、学区は以下の通りとなる。
| 町         | 街区 | 小学校                 | 中学校               |
| ---------- | ---- | ---------------------- | -------------------- |
| 中須一丁目 | 全域 | 北九州市立折尾東小学校 | 北九州市立折尾中学校 |
| 中須二丁目 | 全域 | 北九州市立折尾東小学校 | 北九州市立折尾中学校 |

## 交通

### 道路
- 県道281号下上津役折尾線

## 施設

### 役所・公的機関
- 北九州市役所 上下水道局 西部 皇后崎浄化センター 折尾ポンプ場

### 公共施設
- 中須年長者いこいの家

### 教育施設
- 北九州市立折尾中学校

### 商業施設
- ヤマダデンキ 家電住まいる館YAMADA北九州八幡店

### 公園
- 中須公園
- 中須一丁目公園